# Gruppo Sportivo Hockey Pordenone 1981-1982
Questa voce raccoglie le informazioni riguardanti il Gruppo Sportivo Hockey Pordenone nelle competizioni ufficiali della stagione 1981-1982.

## Maglie e sponsor
Lo sponsor ufficiale per la stagione 1981-1982 fu la Stern.
| 1ª divisa |

## Rosa
| N° | Naz.                  | Ruolo    | Sportivo           |  |  |  |
| -- | --------------------- | -------- | ------------------ |  |  |  |
|    | Italia (bandiera)     | Esterno  | Antonin            |  |  |  |
|    | Italia (bandiera)     | Esterno  | Franco Vanzo       |  |  |  |
|    | Italia (bandiera)     | Portiere | Battistella        |  |  |  |
|    | Italia (bandiera)     | Esterno  | Luciano Dall'Acqua |  |  |  |
|    | Portogallo (bandiera) | Esterno  | Cunha              |  |  |  |
|    | Italia (bandiera)     | Esterno  | Carlo Koessler     |  |  |  |
|    | Italia (bandiera)     | Esterno  | Mauro Nassiz       |  |  |  |
|    | Italia (bandiera)     | Portiere | Livio Parasuco     |  |  |  |
|    | Italia (bandiera)     | Esterno  | Mario Pellegrini   |  |  |  |

- Allenatore: